# Divlji konj
Divlji konj (lat. Equus (Equus) ferus; Equus ferus) je vrsta roda Equus, čija je podvrsta i domaći konj (Equus ferus caballus), kao i tarpan (Equus ferus ferus) i Prševalskijev konj (Equus ferus przewalskii).
Prševalskijev konj spašen je od izumiranja i ponovno uspješno živi u divljini. Tarpan je izumro u 19. stoljeću. Lutao je stepama Euroazije u vrijeme pripitomljavanja domaćega konja. Od izumiranja tarpana, bilo je pokušaja, da se rekonstruira njegov fenotip, što je rezultiralo novim pasminama konja, kao što su konik i Heckov konj. Ove pasmine posjeduju osobine pripitomljene pasmine, a ne divljih konja.
Izraz "divlji konj" također se koristi kolokvijalno za lutajuća krda divljih konja kao što je mustang u Sjedinjenim Američkim Državama, brumby u Australiji i mnogi drugi. Ovi divlji konji su neukroćeni domaći konji, a ne istinski divlji konji.

## Sinonimi
- Equus caballus ferus Boddaert, 1785
- Equus ferus ferus Boddaert, 1785
- Equus gmelini Antonius, 1912
- Equus sylvestris von den Brincken, 1826